# بخش اوپلنس-پرو
بخش اوپلنس-پرو (به سوئدی: Upplands-Bro kommun) یک ناحیه شهرداری در سوئد است که در شهرستان استکهلم واقع شده‌است.

## خواهرخوانده
شهر Lempäälä خواهرخواندهٔ بخش اوپلنس-پرو هست.